# 迪尔帕克 (加利福尼亚州)
迪尔帕克（英語：Deer Park）是位於美國加利福尼亞州納帕縣的一個人口普查指定地區。

## 地理
迪尔帕克的座標為38°32′14″N 122°28′21″W / 38.53722°N 122.47250°W，而該地最高點為海拔高度173米（即568英尺）。

## 人口
根據2010年美國人口普查的數據，迪尔帕克的面積為14.458平方千米，當中陸地面積為14.448平方千米，而水域面積為0.010平方千米。當地共有人口1267人，而人口密度為每平方千米87人。